# Global depository receipt
Global depository receipt lub global depositary receipt (globalny kwit depozytowy), GDR – certyfikat (rodzaj papieru wartościowego) wydawany, najczęściej przez banki międzynarodowe, w więcej niż jednym kraju i stanowiący poświadczenie akcji złożonych w depozycie banku będącego jego emitentem.
Globalne kwity depozytowe mają za zadanie ułatwienie obrotu akcjami spółek zagranicznych, gdy nabywane są one tam, gdzie inwestorzy mogliby mieć trudności z lokowaniem kapitału (zwykle ze względu na położenie za granicą). Certyfikaty te są notowane w obrocie publicznym i mogą być przedmiotem zbycia lub ustanowienia na nich ograniczonych praw rzeczowych. Ich kurs jest często zbliżony do wartości rynkowej akcji, na podstawie których są wystawiane.
Papierem wartościowym bardzo podobnym w kształcie do globalnych kwitów depozytowych są amerykańskie kwity depozytowe.